# الیس (ایندیانا)
الیس (به انگلیسی: Ellis) یک منطقهٔ مسکونی در ایالات متحده آمریکا است که در شهرستان گرین، ایندیانا واقع شده‌است. الیس ۱۶۶٫۱۲ متر بالاتر از سطح دریا واقع شده‌است.